# James Thomas Quarles

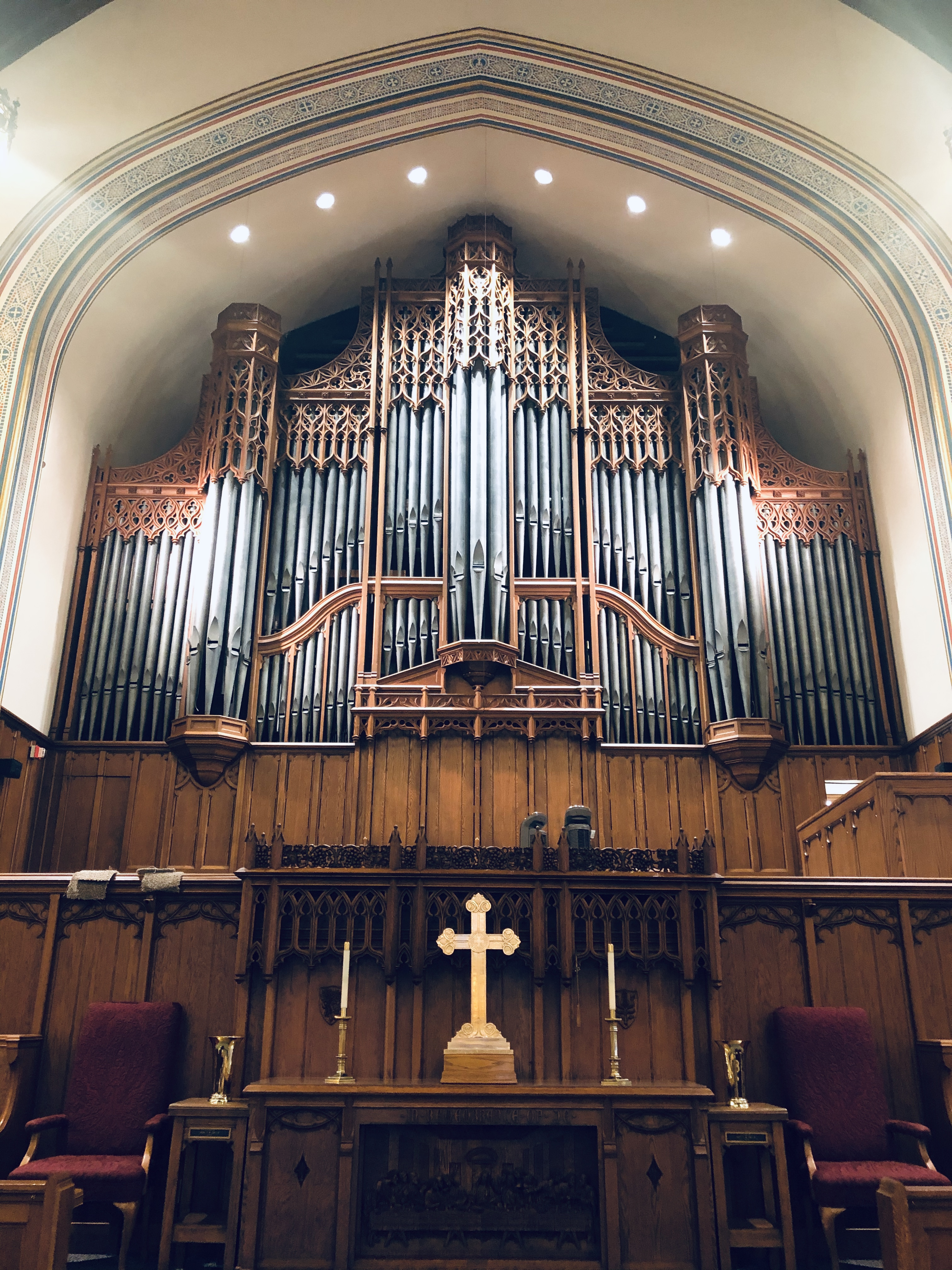
Òrgan adquirit per Quarles situat a l'església metodista de Missouri United.

James Thomas Quarles (St. Louis, 6 de novembre de 1877 – ?) va ser un organista i compositor estatunidenc.
Estudià als Estats Units i a París, on fou deixeble de Widor. Va ser professor de música de la Corneli University i organista de diverses esglésies i catedrals.
Va ser president de l'Associació Nacional de professors de música i la música de fraternitat Phi Mu Alpha Simfonia. Va tenir una llarga permanència ensenyant a la Universitat de Lindenwood, Universitat de Cornell i la Universitat de Missouri. Era el degà fundador de la Universitat de Missouri School of Fine Arts. El 1905, va escriure una de les cançons de l'escola de Cornell l'"Himne de Cornell". En la dècada de 1920 va editar un recull de cançons escolars de Missouri.
Durant un temps, Annie White Baxter va servir Quarles com la seva secretària.